# Kasinogebäude (Ljubljana)

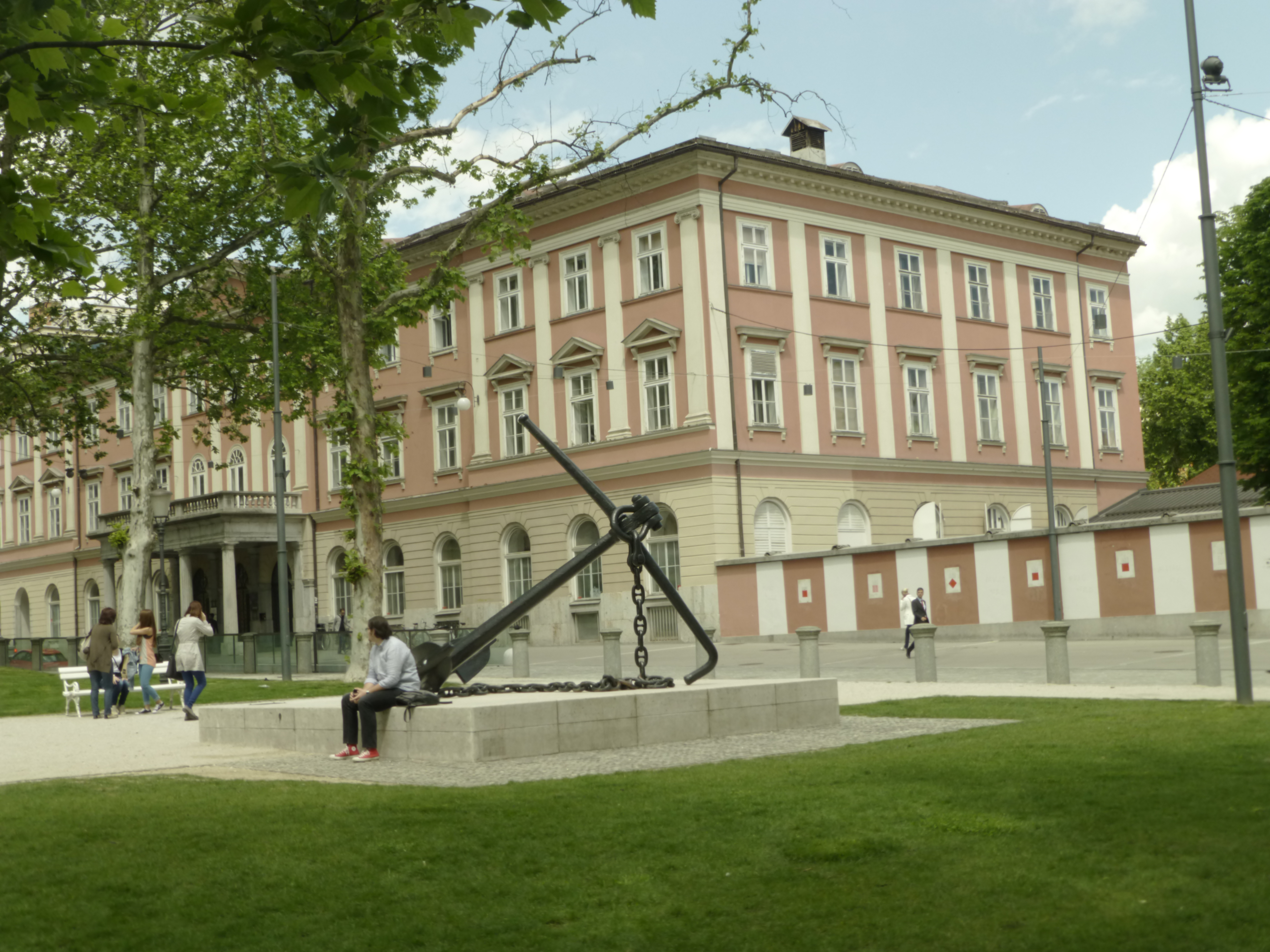
Kasinogebäude Ljubljana mit Anker-Denkmal

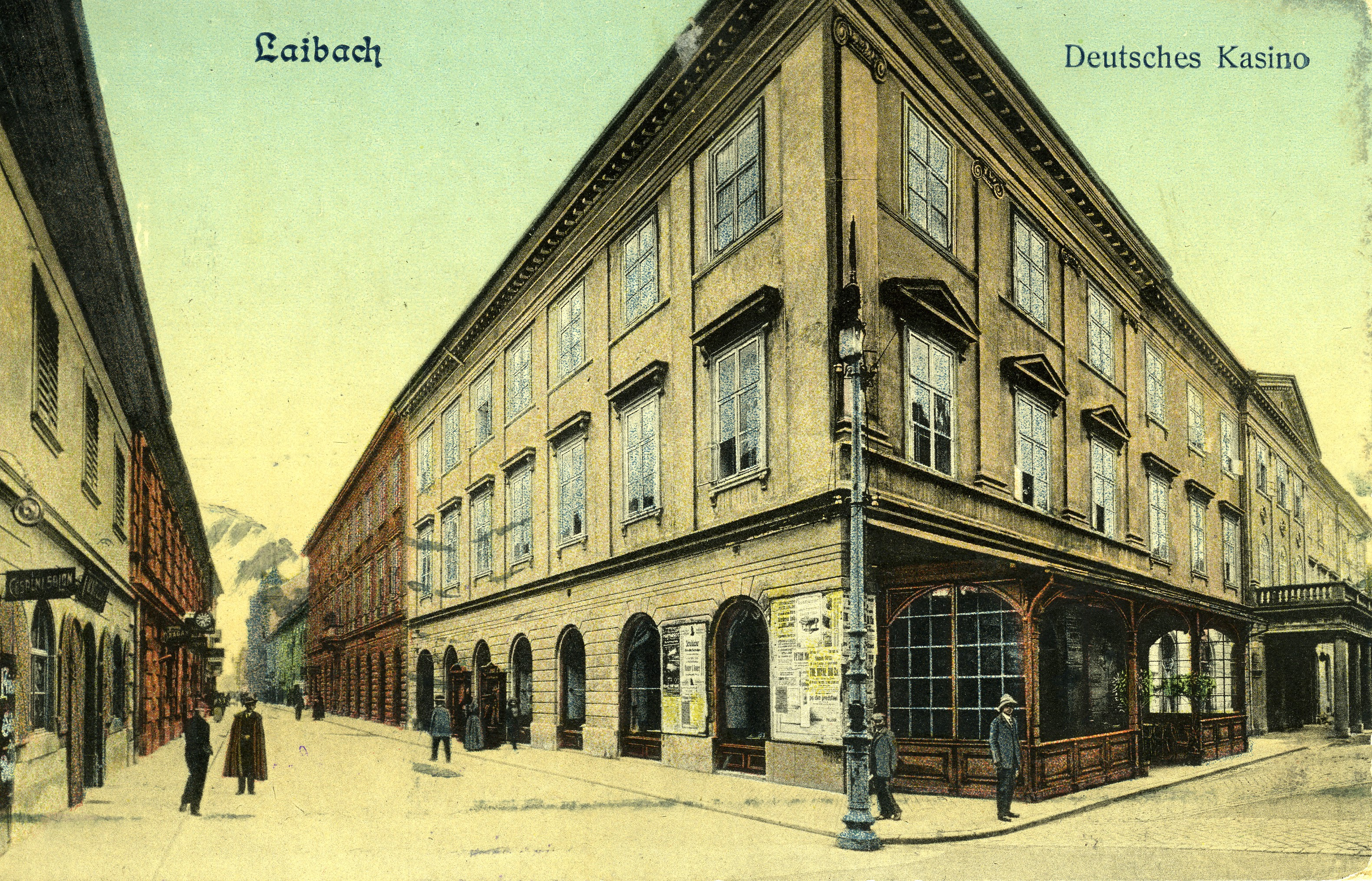
Kasinogebäude 1912

Das Kasinogebäude (slowenisch: Kazina) ist ein klassizistisches Gebäude in Ljubljana, das sich an der Nordseite des Kongressplatzes befindet. Das Anwesen wurde die Casino-Gesellschaft Laibach zwischen 1836 und 1838 erbaut. Ende des 19. Jahrhunderts war das Kasinogebäude Zentrum des gesellschaftlichen Lebens der Laibacher Oberschicht. Es wird heute kommerziell genutzt.

## Geschichte

### Casino-Gesellschaft Laibach
Auf Grundlage von Vorschlägen aus den 1780er Jahren wurde im Jahr 1810 eine Casinogesellschaft gegründet. Als Zweck der Gesellschaft wurde in den Vereinsstatuten formuliert: „Beförderung des vaterländischen Handelns überhaupt, Beförderung richtiger Einsicht in die Bildung und den Geschmack unseres Zeitalters, Beförderung einer für die gebildete Classe anständigen gesellschaftlichen Unterhaltung; mit gänzlicher Beseitigung alles dessen, was in irgend eine der öffentlichen Staatsverwaltung nachtheilige Beziehung gesetzt werden könnte.“

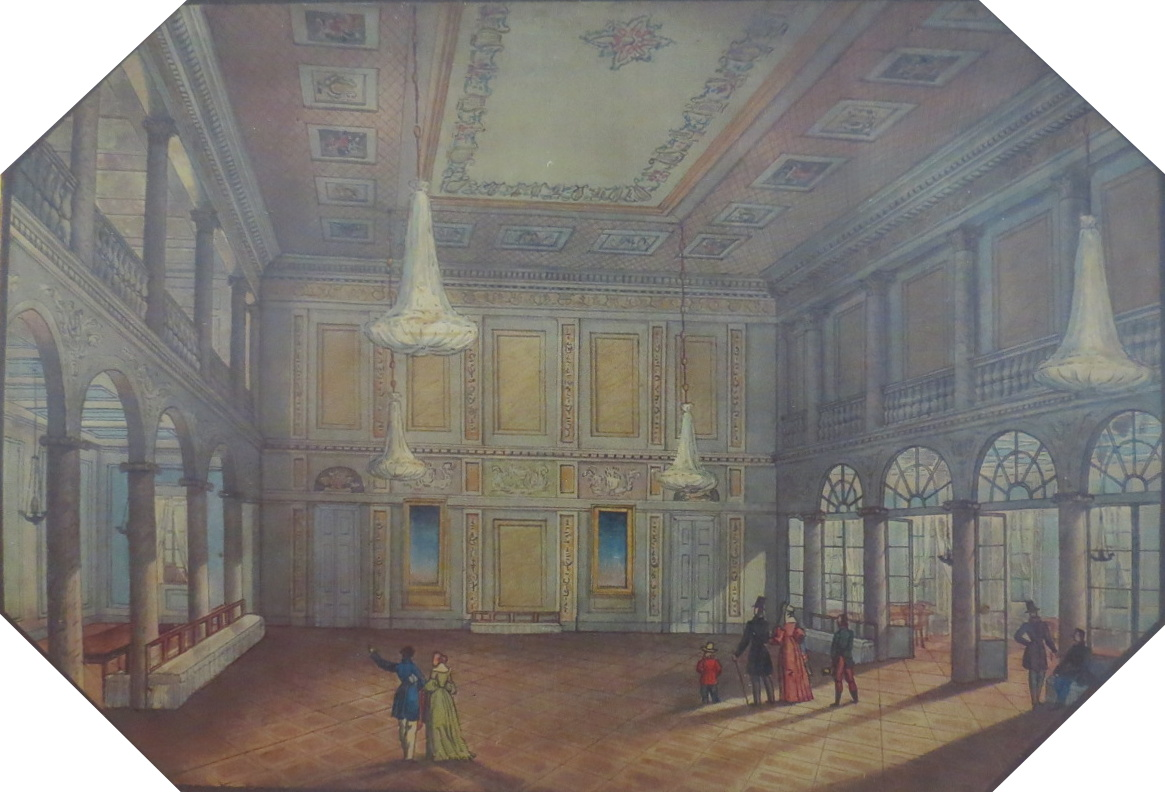
Ballsaal des Kasinogebäudes, Lithographie von 1839

### Kasinogebäude
Die Gesellschaft nutzte für ihre Aktivitäten zunächst das Palais Lontovž. Als die Mitgliederzahl wuchs, beschloss man einen Neubau, der zwischen 1836 und 1838 unter der Leitung des Baumeisters Venceslav Vadlav im klassizistischen Stil am Kongressplatz erfolgte.
Im Erdgeschoss des repräsentativen Gebäudes gab es ein Café mit Billard für ein breiteres Publikum, zwei Spielzimmer, eine Küche und Wohnungen für den Cafébesitzer und die Bediensteten. Der erste Stock war nur für Vereinsmitglieder bestimmt. Hier gab es ein großes Billardzimmer, zwei Speise- und Raucherzimmer, zwei Lesesäle, einen Saal für 400 Personen, zwei Nichtraucher-Spielzimmer und zwei Speisesäle.

### Nutzung
Ende des 19. Jahrhunderts wurde das Kasinogebäude zum Zentrum des gesellschaftlichen Lebens der deutsch-österreichischen Oberschicht von Laibach. Es wurde deshalb auch Deutsches Kasino genannt. Das Gebäude beherbergte auch einen Offiziersclub. Das Anwesen war daher ein häufiges Ziel von Kundgebungen und Zusammenstößen zwischen österreichischen und slowenischen Interessengruppen.
Nach 1918 wurde die Casino-Gesellschaft enteignet. 1921 übernahm die Jugoslawische Demokratische Partei (JDS) das Kasinogebäude. Danach beherbergte das Haus Clubs, ein Café, einen Tanzsaal und eine Kegelbahn, in der sich hauptsächlich das liberale slowenische Bürgertum versammelte.
Während des Zweiten Weltkriegs diente von italienischen Soldaten besetzte Gebäude als Hauptquartier der gesamten von Italien besetzten Provinz Ljubljana.
Als Slowenien 1954 mit der Teilung des Freien Territoriums Triest Zugang zur Adria erhielt, wurde gegenüber dem Gebäude im Zvezda-Park ein Denkmal in Form eines Ankers aufgestellt.